# Mail art

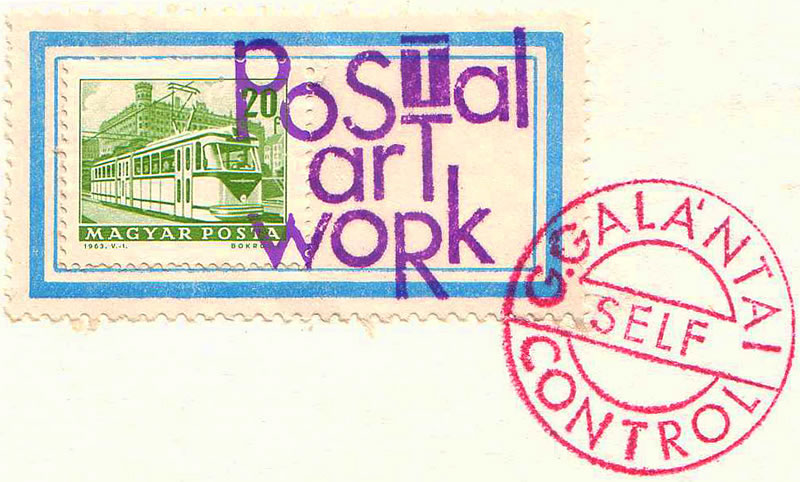
Mail art di György Galántai, 1981

La Mail Art, appellativo anglosassone, nasce in Francia con il termine Art Postal, per esprimere un'attività non secondaria svolta da artisti e sviluppata negli anni sessanta. La sua origine, tuttavia risale al 1916, grazie all'opera di Marcel Duchamp. Così anche quest'arte si può dire ha avuto il suo momento di rielaborazione creativa che va sotto il termine di maniera con la creazione di prassi artistiche che vanno sotto il termine anglosassone di Mail Art globalmente. Si possono citare i riferimenti alla storia della pittura, Plinio il Vecchio, Bellini e Baldinucci per biografie tecniche e materie, Plinio il Vecchio e Giorgio Vasari sia per riconoscere gli aspetti artistici più significativi nelle biografie autentiche, oltre che per una ricerca che attraversa l'architettura dell'opera per concernere il genere, intrecciandosi a movimenti stilistici di invenzione con quelli più umoristici e tragici delle grottesche. Parallelamente riscoprirne la mise en page libera sulla stregua della Poesia visiva. Per aspetti puro teorici, riguardo allo sviluppo tra tecnologie e stile, possono esserci gli apporti fenomenologici e della retorica visiva, nel Novecento come Maurice Merleau-Ponty, Renato Barilli, Todorov.
Oltre alla storia dell'illustrazione miniata, contribuì certamente l'istituzione delle Poste, salvo che i cultori e gli storici dell'arte, vorrebbero estenderne le ricerche delle origini di un'Arte postale: si pensi alle email cloisonnée, termine francese, che come sistema di particolare forma artistica risalirebbe alla Mesopotamia. Oggi si intende il movimento artistico che utilizza il servizio postale come mezzo di distribuzione da un capo all'altro del globo, senza discriminazioni di sorta, che si pone in relazione tramite l'invio di opere, in un apporto che può andare dal bricolage (Lévy-Strauss) all'illustrazione, all'opera d'arte di studio.  
Hervé Gauville sostiene che la sua diffusione è resa possibile dal piccolo-medio formato, dall'uso destabilizzante per le Gallerie d'Arte tradizionalmente intese, dal percorso sociale indetto in Gran Bretagna per far scaturire un movimento artistico tra donne isolate, introducendo una componente sociale, letteraria, poetica ed artistica, difficilmente disancorabile dalle forme di pura espressione tipografica, riconducibili ad esperimenti tra testo e immagine, ora tra istanze diverse che potrebbero ricordare la fine Ottocento (movimento dell'Art and Craft), raccordarsi con il Cubo - Futurismo, per poi esprimersi in direzioni post espressioniste Dada, Fluxus, Minimalismo, e altri movimenti lettristi e paroliberi, poetico visuali successivi. Gauville sottolineando inoltre il lato ludico e catartico, riporta la componente irrazionale supportata da riferimenti concreti, come certi collages storicamente riconosciuti come opere di arte visiva in ambito Surrealista. D'altro canto direzioni che concernono la traducibilità e la riproducibilità tecnica (Walter Benjamin), svolgono un ruolo eccedente, unificante, sull'arte postale, ancora da studiare e che potrebbe inseguire l'immediatezza della fotografia concettuale, fino ad inserirsi nel contesto del taccuino artistico, per poi riproporre in modo coerente il rapporto tra arte e materia, arte e immagine, come momento concettuale differito nel tempo e nello spazio: riporto e metabolizzazione soggettiva dell'arte come in un decorso documentario. un'Arte che può richiedere sia eteronimia che autonomia della critica (Luciano Anceschi) afferisce a temi che potrebbero prendere spunto dalle Arti maggiori, come dalla Land Art alla Conceptual Art per proporsi in modo personale. Altro sarà restituire sensazioni di scrittura visiva gestuale, di pattern cromatici dati dal gioco di finitura partecipata alla tavola in un movimento trasversale strutturato dal percorso postale. Esprime dunque il viaggio, il passare di mano in mano, dall'ufficio postale all'artista, al curatore, al gallerista o al museo o alla biblioteca che possono mostrare questi elementi al pubblico partecipando seppure nella fruizione volutamente effimera, alla sua valorizzazione intersoggettiva. Con i movimenti post espressionisti, lo si comprende dal rifiuto della guerra ad esempio, si trattava di cortocircuiti tra le Gallerie e i fruitori, sulla stregua del rapporto di complicità tra un mittente e un destinatario. Ci si potrebbe chiedere se la poesia visiva nasca come arte postale ma ciò che contraddistingue questo stile, è abbastanza fedele all'idea di comunicazione estetica che irrompe nel simile (taccuini di artisti, libri d'artista, illustrazione, comunicazione visiva) ma che cerca una distintività propria, un campo visivo risemantizzato (Gillo Dorfles). 
Gli artisti di Mail art vengono regolarmente invitati a partecipare globalmente per realizzare mostre estemporanee, creare data base d'arte, pubblicare cataloghi; scegliere la forma del blogger per contribuire con opere selezionate ai poster esclusivi. Attualmente se ne sta scoprendo una valenza artistica didattica a causa del bricolage artistico e della riflessione sul linguaggio, non solo poetico, che quest'arte veicola. Cosa la accomuna davvero al collage pittorico e fotografico, materico ora che approda al digitale se non qualcosa che funziona come struttura segnica?
I materiali più comunemente utilizzati per la mail art includono cartoline performative o formati tipici ed estensibili alle cartoline postali, per tanto il formato è piuttosto libero in quanto comunica secondo il gusto del giorno, come disse On Kawara, che inviava quotidianamente, tra il 1968 e il 1977, un telegramma con su scritto I am still alive oppure inserendo anche l'ora esatta. Con carte di ogni genere, collage composti da oggetti di uso comune, timbri, immagini rielaborate, francobolli d'artista o scelti in modo appropriato, che determinano un valore o semplicemente una data di emissione ma possono anche essere graficamente interessanti e contenere qualità specifiche affini all'illustrazione e alla pittura. La filosofia del linguaggio della Mail Arte, quindi ci appare trasversale, dalle forme di traduzione alla tolleranza per l'insieme finito di lingue diverse. Certamente è supportata da un'azione mediata dalla filosofia estetica, basti pensare alle allusioni nell'Arte della Metafisica di Giorgio De Chirico per comprendere quanto fosse tanto noto quanto originale al tempo stesso, e labile il confine tra Still life e Metafisica, l'uso della simultaneitá.
Protagonista indiscusso dell'uso di grafici, carte, parole, schemi, oggetti tanto da guadagnare il termine di polimorfismo (concettuale, materico, esplorativo), è Marcel Duchamp, il quale con le sue azioni rendeva possibile collegare il ruolo istantaneo della presenza dell'artista, l'indicazione dell'intentio operis, l'oggetto materiale contribuendo ad un fatto semiologico ed estetico assieme. Alle origini della diffusione della mail art può essere vista la capacità ironica, della mot valise che riesce a passare all'esperimento ad hoc, al viaggio concettuale. Tra i primi esperimenti possiamo citare il Futurismo con i collaggi postali di Ivo Pannaggi (1920), la creazione di francobolli di Dadaisti e alcuni modi specifici ed opere composte come oggetti trovati ed assemblati, da parte di Marcel Duchamp. 

## Storia

### Le radici della mail art tra mito ed industria postale

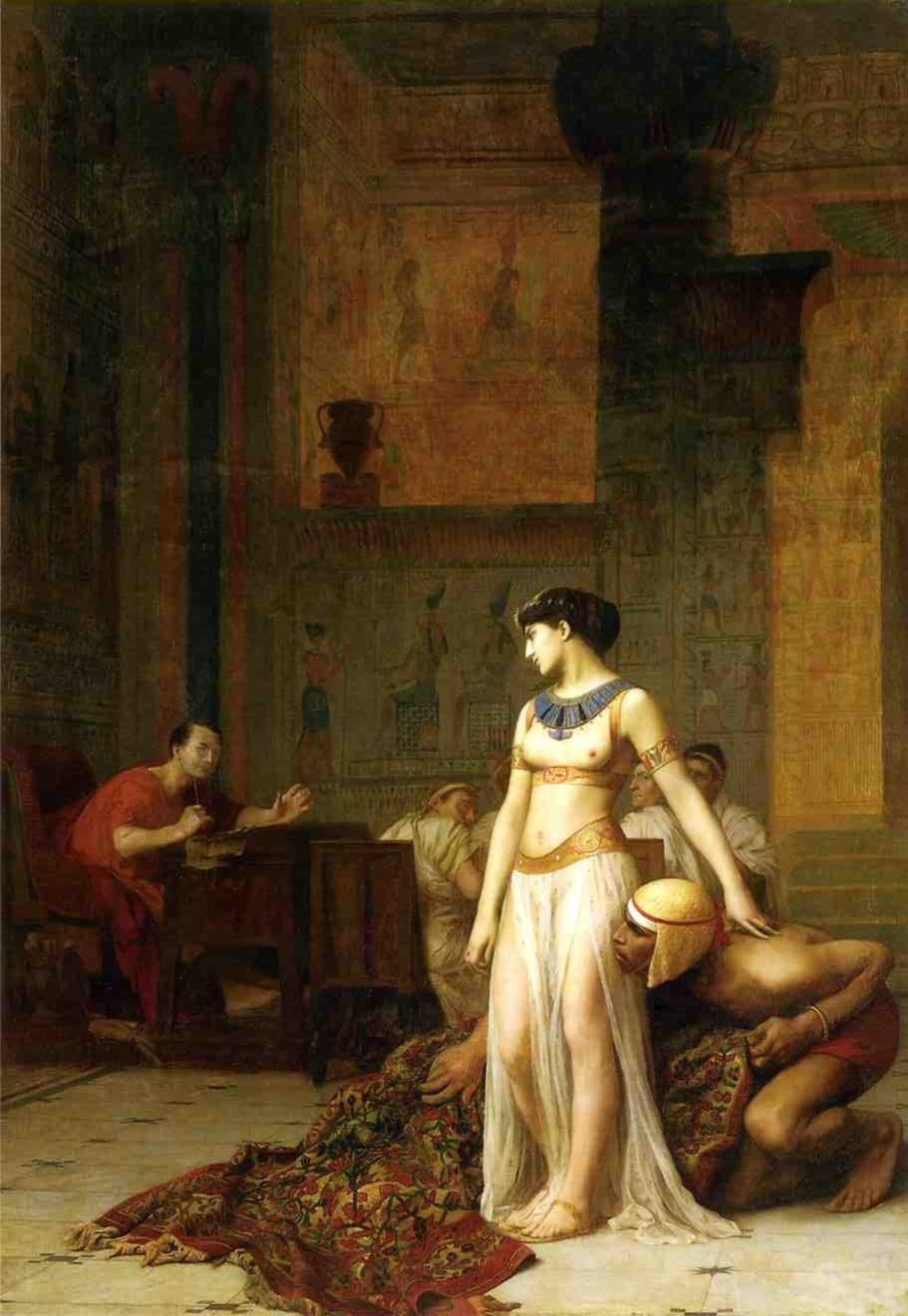
Cleopatra e Cesare (1866) in un dipinto di Jean-Léon Gérôme

L'artista Edward M. Plunkett, nel descrivere le origini antiche della comunicazione come forma d'arte, dichiarò provocatoriamente che le origini storiche e mitologiche della Mail art si trovano nel gesto di Cleopatra che spedì sé stessa a Giulio Cesare arrotolato in un tappeto.
Altri fanno risalire le origini della Mail art agli articoli di cancelleria postale ('stationery'), dai quali la Mail art è ora distinta (se non definita nel suo senso più lato). Il primo esempio di cancelleria postale sono state le illustrazioni create dall'artista inglese William Mulready (1786-1863) per la riproduzione di massa a mezzo stampa del primo stock di buste pre-affrancate prodotte per il lancio della Penny Post in Gran Bretagna nel 1840. La creazione di Mulready non fu ben accolta dal pubblico e vari disegnatori e artisti produssero delle versioni parodistiche. Comunque si capì che era disponibile una innovativa e potente comunicazione basata sull'elementare servizio postale, e nei successivi cinquanta anni milioni di buste illustrate con la più grande varietà di temi e motivi passò attraverso i servizi postali di tutto il mondo, con grafiche che spaziavano dal comico e satirico alla pubblicità commerciale e industriale, passando per la divulgazione di cause sociali come il libero scambio, la pace nel mondo, la fraternità e l'abolizione della schiavitù. Esistono anche esempi di propaganda con temi patriottici prodotti da alcuni paesi. L'utilizzo entusiastico delle illustrazioni sulle buste continuò fino alla seconda metà del XIX secolo finché le amministrazioni postali di tutto il mondo cominciarono ad autorizzare l'uso di cartoline illustrate.

### Le origini: I primi esperimenti delle Avanguardie storiche
Anche se il termine Mail art fu coniato solo negli anni '60 ed il network degli artisti postali viene considerato pienamente attivo solo negli anni '50, alcune tra le avanguardie storiche dell'inizio del secolo, sperimentarono il sistema postale fornendo così importanti antecedenti al movimento che si svilupperà poi. Già nel 1920, il futurista Ivo Pannaggi creò e spedì una serie di piccole opere da lui chiamate collaggi postali. Negli stessi anni Giacomo Balla e Francesco Cangiullo diedero inizio a quello che chiamavano corrispondenza creativa, mentre sono solo di pochi anni dopo i collage di dadaisti come Marcel Duchamp e Kurt Schwitters.
Negli anni '50, Yves Klein realizzò il suo francobollo blu, che fu fatto circolare nei circuiti postali creando problemi alla burocrazia di quel periodo.
La nascita ufficiale della mail art va invece datata agli inizi degli anni '60, quando la New York Correspondance School di Ray Johnson istituzionalizzò lo scambio di opere tramite il mezzo postale.

### Ray Johnson, la New York Correspondance School e Fluxus

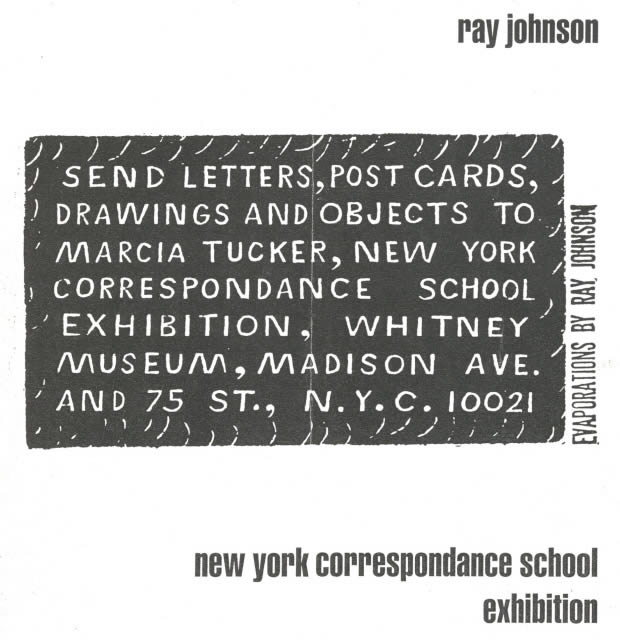
L'invito di Ray Johnson alla partecipazione alla prima mostra di Mail art organizzata dalla New York Correspondance School nel 1970

Gli esperimenti di Ray Johnson con le istruzioni di spedizione ed i solleciti all'attività dai suoi destinatari si sviluppò sul finire degli anni '50 e fornì alla mail art una planimetria per il libero scambio dell'arte tramite la posta. Nel 1962, Plunkett coniò il termine "New York Correspondence School" per riferirsi alle attività di Johnson, che dal canto suo adottò questo pseudonimo sbagliandone volontariamente l'ortografia,  in realtá svelandone l'origine francese. La scelta deliberata di errori ortografici divenne poi una caratteristica dello spirito ludico della Correspondance School e del suo modo di agire.
Molti dei membri della Correspondance School erano nomi sconosciuti, e le lettere che mandavano erano spesso composte esclusivamente da adesivi o disegni, spesso insegnando al destinatario a compiere una serie di semplici azioni. Il lavoro di Johnson consisteva principalmente in lettere spesso con l'aggiunta di scarabocchi e stampe gommate che spesso inviava ad amici e conoscenti. La Correspondance School fu semplicemente una rete di singolarità che si compiacevano del loro portare avanti una forma d'arte e che apprezzavano il senso di humor di Johnson. Un esempio delle attività della Correspondance School fu quando in una calling invitò tutti coloro che erano devoti all'attrice Anna May Wong.
In una intervista del 1968 Johnson trovava interessante la corrispondenza postale proprio per i limiti che questa impone nelle relazioni interpersonali. La corrispondenza è "una strada per trasportare un messaggio o una certa idea non verbale; Non è un conforto per le due persone. È un oggetto che sarà aperto probabilmente in privato... Guardi l'oggetto e forse stimolerà il tuo interesse ed in modo molto diretto ti attraversa qualcosa che è da un'altra parte...".

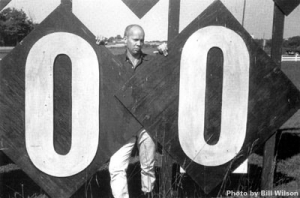
Dal Museo civico e della mail art di Montecarotto per la mostra di Ray Johnson

La prima importante mostra della New York Correspondence School fu organizzata da Johnson e Maricia Turker al Whitney Museum of American Art di New York nel 1970, e fu la prima vera mostra significativa del genere mail art.
Il 5 aprile del 1973 Johnson dichiarò la "morte" della New York Correspondence School in una lettera non pubblicata, inviata al Dipartimento Obitorio del The New York Times ed inviò delle copie ai partecipanti alla rete di artisti. Nonostante ciò Johnson continuò a fare mail art dopo questo evento.
Nel 1973 George Maciunas incluse in uno dei suoi diagrammi, la mail art tra le attività praticate da Robert Filliou, uno degli artisti di Fluxus. Fu Fillou a coniare il termine "Eternal Network", che divenne uno dei sinonimi di mail art. Altri artisti di Fluxus furono coinvolti sin dai primi anni '60 nella creazione di francobolli d'artista (Robert Watts, Stamp Dispenser, 1963), cartoline (Ben Vautier, The Postman's Choice, 1965) ed altri lavori connessi alla comunicazione postale. Comunque il network dell'arte postale contava molti artisti di Fluxus fin dai primi anni '60 ed anche se Johnson non è considerato un membro del movimento Fluxus, i suoi interessi e la sua attitudine erano spesso comuni ad un certo numero di artisti che vi si riconoscevano, Fluxartist.

### La Mail art negli anni '70 e '80
Negli anni '70 la pratica dell'arte postale aumentò considerevolmente, funzionando come canale di espressione economico e flessibile particolarmente adatto per culture non riconosciute ed underground, dimostrando così una spiccata vitalità laddove la censura degli stati era maggiormente impegnata nel bloccare la diffusione di idee alternative, come nei paesi al di là della cortina di ferro, oppure in Sudafrica.
Nel 1972 gli artisti postali italiani Romano Peli e Michaela Versari fondano a Trento il "C.D.O." Mail Art Archives, trasferendolo a Parma nel 1975 ed attivo fino al 1984, realizzando numerose mostre internazionali con i maggiori esponenti a livello mondiale del circuito della Mail Art, anno in cui scrivono il saggio "Nascita e vita della Mail Art" pubblicato sulla rivista D'Ars di Milano.
Nel 1981 Peli fonda la 1° Rivista di "discussione" sulla mail art "Mailart-Space International" e l'anno seguente scrive il 1° Manifesto Internazionale dell'Arte Postale (edito nel giugno del 1982 dal CDO e controfirmato da 24 mailartisti).
Lo sviluppo di un network sempre più ampio di arte postale, fatto di nuove amicizie nate dalla corrispondenza e dall'instaurarsi di nuove relazioni, portarono negli anni '80 alla organizzazione di numerosi festival e convegni dove la comunità della mail art poteva incontrarsi, socializzare, esibirsi, mostrare i propri lavori e programmare altre collaborazioni. Tra questi eventi c'era l'Inter Dada Festivals organizzato in California ed il Decentralized Mail Art Congress del 1986.
Nel 1984 l'evolversi delle norme della comunità dell'arte postale fu messa alla prova quando il curatore Ronny Cohen organizzò la mostra "Mail Art Then and Now" alla Galleria Franklin Furnace di New York. La mostra attraversava aspetti storici per poi esporre nuovi artisti postali, e per mediare tra i due aspetti, Cohen selezionò il materiale inviato alla Franklin Furnace, rompendo così la regola non scritta, ma comunemente accettata, secondo cui tutti i lavori inviati dovevano essere mostrati. L'intento di editare, interpretare e censurare venne poi discusso ampiamente in un dibattito in due serate organizzato da Artists Talk on Art nel febbraio dello stesso anno che vide sul palco il curatore con l'artista postale Carlo Pittore e moderato dal critico d'arte Robert C. Morgan. Nella seconda serata, in seguito alla lettura di un Manifesto steso dallo stesso Pittore, Cohen fu deriso dai partecipanti al Panel, che uscirono indignati.
I lavori inizialmente esclusi furono infine reinseriti nella mostra, ma l'evento risuonò e rivelò una spaccatura ideologica all'interno della comunità della mail art.
Il continuo aumento di meeting e congressi di artisti postali nei tardi '80, unito all'articolazione di numerosi -ismi proclamati dai loro fondatori come movimenti interni alla mail art, fu in parte la risposta della frattura che si fece visibile dopo la mostra alla Franklin Furnace. Anche se durante il Mail Art Congress del 1986 fu proposto satiricamente da H.R. Fricker anche il Turismo come nuovo movimento dell'arte postale, nondimeno la mail art, nella sua forma pura, continuò a funzionare senza ulteriori luoghi d'incontro dei networker. Come artista postale, Anna Banana puntualizzò che "la parte migliore della mail art è che tu non debba essere presente di persona per essere dentro un'azione".

### Gli anni '90 e l'impatto dell'era di internet

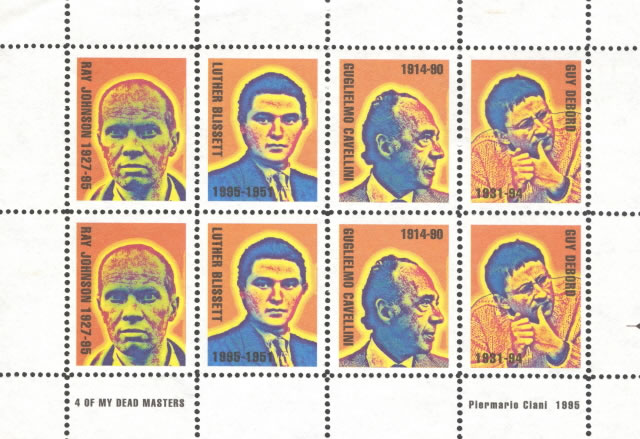
Foglio di Artistamp di Piermario Ciani del 1995

Nel 1994 l'artista postale olandese Ruud Janssen ha cominciato una serie di interviste postali che oggi sono riconosciute come un contributo fondamentale nel campo della mail art.
Negli anni '90, in termini di attività postale globale, fu raggiunto il picco massimo per la mail art e gli artisti postali, informati di tale aumento, iniziarono una graduale esportazione dei progetti collettivi verso il web ed i nuovi e più economici mezzi di comunicazione digitale. Internet facilitò una veloce propagazione di Mail art call (inviti alla mail art), precipitando nella partecipazione di un enorme numero di nuovi partecipanti.I blog ed i siti sulla mail art divennero sempre più di uso comune per la visualizzazione di contributi e documentazioni online, anche se molti artisti postali continuarono a preferire i vecchi mezzi basati sulla cassetta postale.

## Caratteristiche
La mail art è «una pratica artistica d'avanguardia che consiste nell'inviare per posta a uno o a più destinatari cartoline, buste, e simili, rielaborate artisticamente.»
Una caratteristica tipica della Mail art è quella dello scambio non commerciale; la Mail art degli inizi era, in parte, una cerchia esclusiva di gallerie d'arte ed eventi che non prevedevano la presenza di una giuria.
Un presupposto della Mail art è che "i mittenti ricevono", nel senso che non ci si deve aspettare di ricevere Mail art senza partecipare attivamente al movimento.
I mail-artisti solitamente si scambiano opere in forma di lettere illustrate, fanzine, timbri, buste decorate o illustrate, figurine d’artista (artist trading cards), cartoline, "francobolli d'artista" (artistamp), interviste postali e oggetti tridimensionali come – ad esempio – i 'Libri d'Artista' Artist-Book.
Oltre all'attività dei mail-artisti informali esiste nella storia un'ampia serie di esempi creativi spediti per posta. L'esempio più familiare sono le illustrazioni sulle buste con il timbro del primo giorno di emissione, che i filatelici chiamano buste "primo giorno" (first day cover), ma i mail-artisti si occupano di un altro tipo di "lettere decorate", insieme a una vasta gamma di altri procedimenti e supporti come i timbri e la creazione di "francobolli d'artista" (Artistamp). Tradizionalmente, ma non sempre, la Mail art si distingue dalla semplice "arte spedita", arte che non sfrutta il servizio postale, ma rimane semplicemente arte spedita per posta.

## Mail Art Network

"(Eternal) Mail Art" di Guy Bleus & Jean Spiroux del 2003

Il concetto di Mail Art Network affonda le proprie radici nel lavoro di gruppi precedenti, tra cui gli artisti Fluxus e l'idea di "multipli" o opere d'arte prodotte in edizioni. Più comunemente, gli artisti del Mail Art Network producono e si scambiano cartoline, timbri e francobolli (Artistamp) autoprodotti, buste decorate o illustrate personalmente. Ma anche gli oggetti più grandi e difficili da trasportare sono stati spediti dagli artisti del Mail Art Network, per molti dei quali il messaggio e il mezzo sono sinonimi.
Fondamentalmente, la Mail art nel contesto del Mail Art Network è una forma di arte concettuale. È un movimento senza soci e senza leader. L'Unione internazionale degli artisti postali (International Union of Mail Artists, IUOMA) è un gruppo di mail-artisti attivi individualmente in molto paesi. IUOMA è stata fondata nel 1988 ed ora ha un proprio forum on line. Chiunque può chiedere di prenderne parte; così il gruppo è unito solo concettualmente.
Il vecchio server Prodigy aveva un grande gruppo di artisti che collaboravano in rete e tramite il servizio postale per creare e partecipare alla Mail art nel 1990. Molti esitavano a definirsi artisti, ma erano incoraggiati ed educati da Arto Posto (Dorothy Harris) una volta entrati nel gruppo. I mail-artisti sono stati tra i primi a percepire e sfruttare le possibilità di diffusione del World Wide Web quando apparve nel 1992 portando la novità della grafica rispetto all'Internet precedente, basato principalmente sul testo. Ma allo stesso tempo, Internet non offriva niente di nuovo a questi artisti (non essendo certo possibile spedire oggetti tramite la rete). I mail-artisti, come i graffitisti, spesso lavorano anonimamente o collettivamente usando pseudonimi.
Anche le figurine d'artista (Artist Trading Cards o ATCs) possono essere spedite per posta e sono scambiante intensamente dai mail-artisti. Mail art e ATCs sono attività simili, ma c'è una differenza sostanziale tra le due: ciò che è unico nel concetto delle ATCs è lo scambio, specificamente faccia a faccia. Durante le sessioni di scambio (Trading Sessions) le "carte prendono vita", prevedono un'attività sociale. Ciò che è comune è lo scambio senza il tramite del mondo dell'arte e senza il coinvolgimento del denaro.
Si ritiene che uno dei più grandi progetti di Mail art sia il progetto Brain Cell di Ryosuke Cohen, iniziato nel 1985. Fino al 2006 sono state create più di 600 edizioni, e ne vengono create di nuove ogni 8-10 giorni. Ma si veda anche il suo progetto di ritratti eseguiti incontrando personalmente i mail artisti.
Il progetto Memo(random)/Memo(ry) di Robin Crozier è iniziato nei primi anni ottanta. L'archivio TAM Rubberstamp Archive di Ruud Janssen, in cui vengono documentati i timbri usati nel Mail Art Network,  è iniziato nel 1983. Il progetto Fluxus Bucks di Ex Posto Facto (Garland, Texas USA), che prevede la produzione, la distribuzione e la circolazione di migliaia di "banconote Fluxus", è iniziato nel 1994.

## Musei di mail art
- Museo civico e della mail art, Montecarotto (AN)
- Museo civico, Montalbano Jonico (MT)
- Mail Art archive, Fondazione Berardelli, Brescia (BS)[23]